# Парламентские выборы в Сальвадоре (1974)
Парламентские выборы в Сальвадоре проходили 10 марта 1974 года. В результате Национальная коалиционная партия получила 36 из 52 мест Законодательного собрания. Национальный оппозиционный союз, в который входили Христианско-демократическая партия, Национальное революционное движение и Националистическое демократическое союз, получил 15 мест парламента. Выборы сопровождались многочисленными нарушениями и официальные данные голосования так и не были обнародованы.

## Результаты
| Партия                                         | Голоса | % | Места | +/- |
| ---------------------------------------------- | ------ | - | ----- | --- |
| Национальная коалиционная партия               |        |   | 36    | -3  |
| Национальный оппозиционный союз                |        |   | 15    | +7  |
| Объединённый независимый демократический фронт |        |   | 1     | 0   |
| Недействительных/пустых бюллетеней             |        | - | -     | -   |
| Всего                                          |        |   | 52    | 0   |
| Источник: Nohlen                               |        |   |       |     |